# 디텐션 (2003년 영화)
디텐션(Detention)은 캐나다에서 제작된 시드니 J. 퓨리 감독의 2003년 액션, 드라마 영화이다. 돌프 룬드그렌 등이 주연으로 출연하였고 게리 하우샘 등이 제작에 참여하였다.

## 출연

### 주연
- 돌프 룬드그렌
- 알렉스 카지스

### 조연
- 카타 도보
- 코리 세비어
- 도브 타이펜버치
- K.C. 콜린스
- 엠포 코아호
- 래리 데이
- 제니퍼 백스터
- 다니엘 햄톤
- 니콜 디커
- 조셉 스코렌
- 미프
- 로이 루이스
- 숀 로버츠
- 앨런 카틀린
- 다니엘 엔라이트
- 댄 윌모트
- 데잔 자히로빅
- 조셉 그리핀
- 리처드 에어우드
- 데니스 제임스
- 에릭 카브랄
- 조안나 글래스

## 제작진
- 공동제작: 르윈 웹
- 배역: 마조리 렉커